# Pro-auflösbare Gruppe
In der Mathematik, genauer gesagt, in der Algebra, bezeichnet man eine Gruppe als pro-auflösbar, wenn sie isomorph zum inversen Limes eines inversen Systems auflösbarer Gruppen ist. Eine pro-auflösbare Gruppe ist ein Spezialfall einer Pro-C-Gruppe.

## Beispiele
- Sei p eine Primzahl. Bezeichnen wir den Körper der p-adischen Zahlen wie gewöhnlich mit {\displaystyle \mathbf {Q} _{p}}, so ist die Galoisgruppe {\displaystyle {\text{Gal}}\left({\overline {\mathbf {Q} }}_{p}/\mathbf {Q} _{p}\right)}, wobei {\displaystyle {\overline {\mathbf {Q} }}_{p}} den algebraischen Abschluss von {\displaystyle \mathbf {Q} _{p}} bezeichnet, pro-auflösbar.[1]